# Ситалк
 Тази статия е за царя на одрисите.  За военачалника вижте Ситалк (офицер на Александър Велики).  
Ситалк (на старогръцки: Σιτάλκης; Sitalces) е цар на одрисите от 431 до 424 г. пр.н.е. Син е на цар Терес I, основателят на Одриското царство, брат на Спарадок. Урежда конфликта със скитите по дипломатически път и укрепва северната граница на царството по река Дунав. Участва в Пелопонеските войни като съюзник на Атина. През 429 г. пр.н.е. започва поход срещу Македония (упр. от Пердика II Македонски) начело на 150-хилядна армия с цел териториално разширение на запад до река Стримон (днешна Струма). През 424 пр.н.е. провежда неуспешен поход срещу трибалите.

## Управление
Първото политическо начинание на Ситалк е срещу племенника му Октамасад, който се опитва да разшири скитското царство по на юг, но Ситалк блокира опитите му. След това, Ситалк се насочва на запад във военен поход срещу Македония в съюз с гетите. Той успява да овладее поречието на Стримон, устието на Нестос при Абдера и устието на река Хеброс.
По времето на неговото царуване се създава институцията на парадинастите, които впоследствие играят решаваща роля в разединяването на одриската държава.
Ситалк разширява територията на одриската държава до устието на река Нестос (Места) и Халкидическия полуостров при устието на река Стримон (Струма). Става съюзник на атиняните срещу Спарта през 431 г. пр.н.е. и участва в някои от династическите борби за македонския престол, като спира участието на македоните в Атинския съюз.
Поддържа мрежа от платени агенти в Атина, които поддържат пропаганда за сближение с одрисите. По това време е създаден митът за родството на атинските царе с династията на одрисите. В Атина възниква модата за носене на тракисйки ямурлуци (зейра) и се въвежда култът към тракийската богиня Бендида (Котито) и шествията на ефеби със запалени факли в нейна чест, често съпътствани от вакханалии.
През 429 г. пр.н.е. Ситалк се отмята от съюза с Атина и влиза в съюзни взаимоотношения със Спарта. Ситалк загива през 424 г. пр.н.е. по време на похода против войнственото тракийско племе трибали. Наследен е от Севт I.